# Josef Zeutzius
Josef Zeutzius (* vor 1880; † 17. Juli 1917 in Dresden) war ein Kunstmaler und gestaltender Künstler insbesondere von Keramikfliesen.

## Leben
Ende der 1870er Jahre suchte der Direktor der Dresdner Dependance des Steingutherstellers Villeroy & Boch, die bis dahin hauptsächlich  sogenannte „Stapelware“ produzierte, nach Möglichkeiten zur Verbreiterung des Produktportfolios. Insbesondere sollte durch eine größere Mannigfaltigkeit bei den Formen sowie durch eine Verfeinerung der farbigen Verzierungen ein höherer Wert des Dresdner Feldspat-Steingutes zur Geltung gebracht werden. Nach dem Besuch der Pariser Weltausstellung im Jahr 1878 wollte der Dresdner Direktor auch Ziergegenstände herstellen lassen und stellte hierfür 1880 den ihm schon viele Jahre bekannten Kunstmaler Josef Zeutzius als Verzierungs-Vorsteher des Unternehmens an.
Anfang des 20. Jahrhunderts berichtete die Tonindustrie-Zeitung über einen Besuch bei Villeroy & Boch in Dresden, wobei die Gäste Gelegenheit hatten, die von „Josef Zeutzius entworfenen Fliesengemälde in wetterbeständiger Frittenmalerei (mit auf gesinterten Platten im Scharffeuer eingebrannten Farben) an der vorderen Ofenhalle“ zu besichtigen.
Insgesamt arbeitete Josef Zeutzius rund 37 Jahre bei dem Dresdner Steinguthersteller und hatte wesentlichen Anteil an wirtschaftlichen Aufschwung seines Arbeitgebers, bevor er – mitten im Ersten Weltkrieg – am 17. Juli 1917 nach kurzer Krankheit an seinem Wohnsitz verstarb.

## Bekannte Werke
- Die Entwürfe für Fliesen im heute denkmalgeschützten Haus der Fleischerei Büchner, Bismarckstraße 3 in Görlitz werden Josef Zeutzius zugeschrieben.[4]